# Anna Maria Wazówna
Anna Maria Wazówna (ur. 19 czerwca 1545, zm. 3 marca 1610) – szwedzka księżniczka, księżna Palatynatu-Veldenz.

## Życiorys
Córka króla Szwecji Gustawa I Wazy i jego drugiej żony Małgorzaty Leijonhufvud. Jej przyrodnim bratem był król Szwecji Eryk XIV Waza. Była siostrą królów Szwecji Jana III i Karola IX.
20 grudnia 1562 roku wyszła za mąż za Jerzego Jana Wittelsbacha księcia Palatynatu-Valdenz. Byli rodzicami:
- Jerzego Gustawa (1564-1634) – hrabiego palatyna i księcia Palatynatu-Veldenz
- Anny Małgorzaty (1565-1565)
- Anny Małgorzaty (1571-1621) – żony Ryszarda Wittelsbacha księcia Palatynatu-Simmern
- Urszuli (1572-1635) – żony Ludwika księcia Wirtembergii
- Joanny Elżbiety (1573-1601)
- Jana Augusta (1575-1611) – hrabiego palatyna i księcia Palatynatu-Lützelstein
- Ludwika Filipa (1577-1601) – hrabiego palatyna i księcia Palatynatu-Guttenberg
- Anny Marii (1579)
- Katarzyny Urszuli (1582-1595)
- Jerzego Jana (1586-1654) – hrabiego palatyna i księcia Palatynatu-Lützelstein-Guttenberg

Po śmierci męża w 1592 roku musiała spłacać jego długi.